# Шустин, Василий Васильевич
Васи́лий Васи́льевич Шу́стин (18 [30] мая 1886, Санкт-Петербург — 6 августа 1968, Канны) — участник Первой мировой и Гражданской войн, деятель русской эмиграции, протоиерей, настоятель прихода при Свято-Троицком храме в городе Алжире, Русской православной церкви заграницей, духовный писатель, мемуарист, автор воспоминаний об Иоанне Кронштадтском.

## Биография
Родился в состоятельной семье, имевшей собственный дом и большую каменную дачу на Финском заливе. Мать Мария в девичестве Бушкова — умерла рано, Василий имел старшего брата Михаила и младшую сестру Марию.
Частным гостем семьи был Иоанн Кронштадтский, а также он принимал семью Шустиных у себя в Кронштадте. Отец Иоанн стал крестным, сестры Анны, родившейся от второго брака отца.
В 17 лет — поступил в Электротехнический институт Санкт-Петербурга, также начал посещать молодежные религиозные собрания и совершать паломничества в Оптину Пустынь, где сблизился со старцем Варсонофием (Плиханковым) по совету последнего женился в 1913 году на Анастасии Дремичевой, от которой родились двое детей.
С 1914 года участвовал — в Первой мировой войне, затем после 1917 года — в Гражданской войне, служил в рядах Добровольческой армии.
В 1920 году эвакуировался из Одессы, семья осталась в России. Жил в Болгарии, где сначала нашел место работы в католическом монастыре, затем в беженском русском приюте. Переехал в Югославию, где устроился в Первый русский великого князя Константина Константиновича кадетский корпус в городе Бела Црква на должность преподавателя физики, одновременно обучался на Пастырско-богословских курсах, организованных РПЦЗ.
7 апреля 1927 года был рукоположен в сан диакона и служил в русской церкви в городе Бела Црква (1927—1928).
7 апреля 1928 года митрополитом Антонием (Храповицким) был рукоположен в сан священника и назначен настоятелем русской церкви в Ерцегови-Игало (1928—1935).
В начале 1935 года в связи с обращением, созданной в Алжире Ассоциации «La colonie russe d’Alger» (Русская колония г. Алжир) Синодом РПЦЗ назначен настоятелем православного прихода в Алжире.
16 июня 1935 года прибыл в Алжир, где оставался до 1964 года. В 1937 году из Польши к нему приехала его сестра Мария, взявшая на себя заботы по ведению хозяйства.
В столице Алжира действовали два русских православных прихода: св. апостола Андрея Первозванного и Святой Троицы, основаны они были русскими эмигрантами пришедшими в Северную Африку в составе Русской эскадры и после ее ликвидации в Бизерте, (Тунис), в поисках работы вынужденные расселиться по странам Магриба.
Первым русским священником в Алжире был протоиерей Евфимий Логодовский, бывший военно-морской священник, в помощь ему и был направлен Василий Шустин. Была открыта библиотеке, сконцентрировалась активная социальная и культурная жизнь ставился. Ставился вопрос о покупке земли и строительстве стационарного храма. 12 декабря 1946 года был возведён в достоинство протоиерея.
Шустин много проповедовал, выражал свою активную антисоветскую позицию, так после панихиды в годовщину Октябрьской революции в 1950 году он помянул:

миллионы мужчин и женщин, замученных, умерщвленных эпидемиями и голодом на красных каторгах… Кровь этих невинных жертв пролита не напрасно. Россия когда-то освободится от тиранов и мы сможем вновь обрести нашу дорогую Родину— L’echo d’Alger, № 5-6.11.1950
Священник обслуживал соотечественников по всей стране, с этой целью посещал другие города, где проживали русские люди. Дважды он был ранен в результате нападений на улице со стороны фанатиков-мусульман.

## Во Франции
В 1959 году Франция признала право Алжира на самоопределение, после чего начался процесс отъезда европейцев из страны, это касалось также русских эмигрантов, в связи с сокращением прихожан Шустин также был вынужден в марте 1964 года перебраться в Европу, поселился в городе Канны на юге Франции, где был помощником настоятеля Михайловского храма, а позднее по болезни и в связи с преклонным возрастом проживал в старческом доме.

## Духовный писатель
В 1929 году при поддержке ректора Пастырских курсов, настоятеля русской церкви в Бела Црква, законоучителя в Кадетском корпусе и директора Православно-миссионерского издательства иеромонаха Иоанна (Шаховского) опубликовал свою первую книгу: «Запись об отце Иоанне Кронштадском и об оптинских старцах».
В 1966 году книга переиздана в Париже
В России — опубликована в начале 1990-х годов: Протоиерей Василий Шустин. Запись об отце Иоанне Кронштадтском и об оптинских старцах: Из личных воспоминании, М, 1991.
Переиздана в Ставрополе, издательством «Скит» в 1991 и вновь в Москве, издательством Донского монастыря в 1992.